# Івашкове
Іва́шкове — село в Україні, у Кам'янському районі Дніпропетровської області. Населення за переписом 2001 року складало 185 осіб. Входить до складу Верхньодніпровської міської громади.

## Географія
Село Івашкове знаходиться за 2,5 км від правого берега Кам'янського водосховища, на відстані 0,5 км від села Заполички та за 1 км від села Павлівка.
Через село проходить автомобільна дорога Н08.

## Пам'ятки
Поблизу села знаходиться ботанічний заказник місцевого значення Урочище Балка Дурна. На південь від села розташована ботанічна пам'ятка природи загальнодержавного значення Урочище Паськове.

## Населення

### Мова
Розподіл населення за рідною мовою за даними перепису 2001 року:
| Мова       | Кількість | Відсоток |
| ---------- | --------- | -------- |
| українська | 179       | 96.76%   |
| російська  | 4         | 2.16%    |
| вірменська | 1         | 0.54%    |
| румунська  | 1         | 0.54%    |
| Усього     | 185       | 100%     |